# Grain de beauté (roman)
Grain de beauté est un roman de Willy de Spens publié en 1956 aux éditions de Paris Montrouge et ayant reçu le prix des Deux Magots l'année suivante.

## Éditions
- Grain de beauté, éditions de Paris Montrouge, 1956.